# 慈湖紀念雕塑公園
座標: 北緯24度50分29.4秒 東経121度17分38.4秒 / 北緯24.841500度 東経121.294000度慈湖紀念雕塑公園（じこきねんちょうそこうえん）は、中華民国桃園市大渓区の慈湖にある、蔣介石の像を大量に展示している公園。
かつて台湾で独裁政権を敷いた蔣介石は、プロパガンダのために膨大な数の像を台湾全土に設置した。蔣介石の死後、台湾で民主化が進み、次第に個人崇拝的な像が忌避されるようになると、像の撤去が進み（去蔣化）、行き場を失った像は蔣介石の棺が安置されている慈湖陵寝に隣接する公園に集められ、芸術作品として展示されるようになった。
台湾の観光局によると、単一の人物の像を集めたテーマパークとしては、現在、世界で唯一のものであるという。
2024年現在、公園には約300体の像があり、これからも増え続ける見通しである。

## 歴史

### 蔣介石の台湾統治

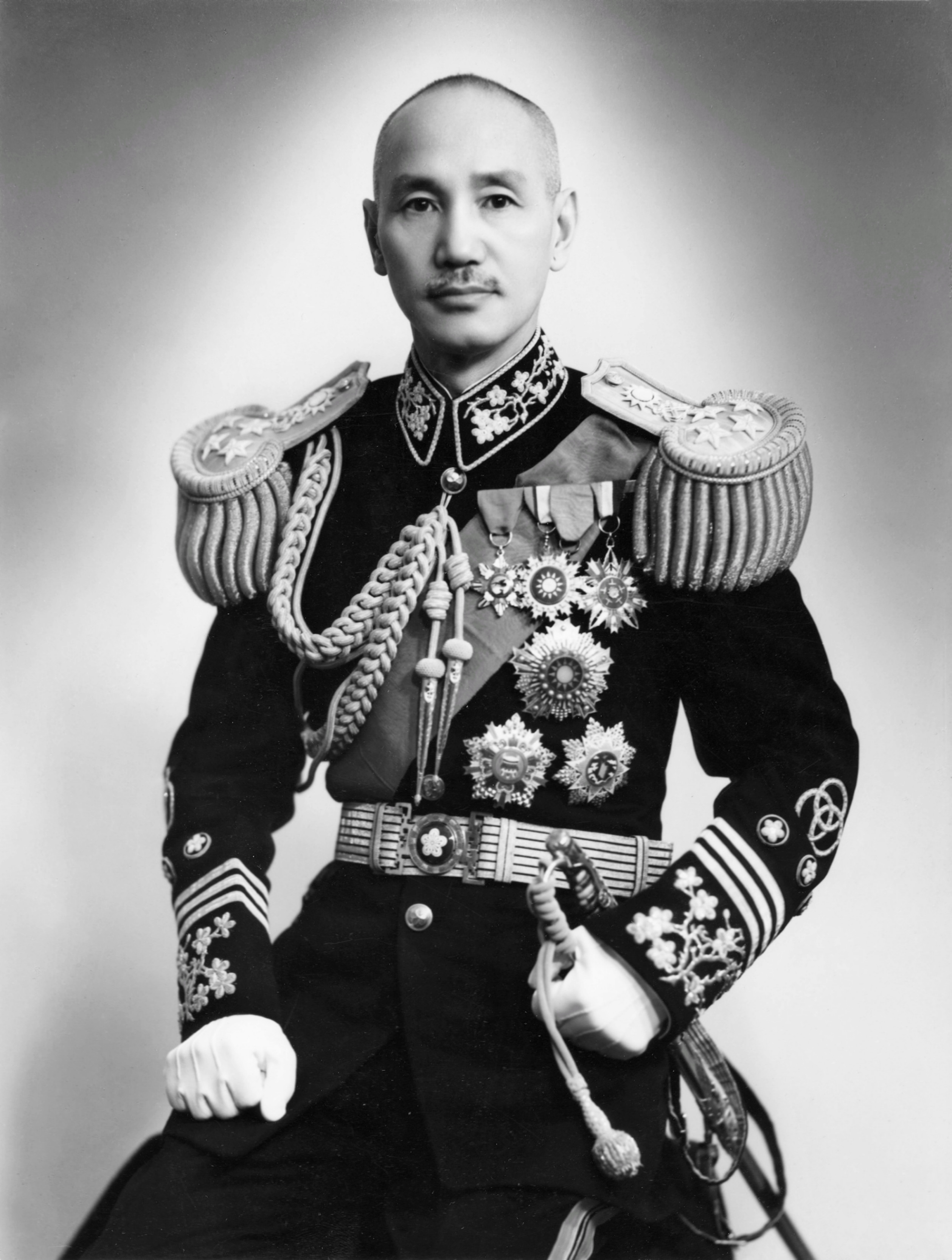
蒋介石（1887-1975）

1887年に清の浙江省に生まれた蔣介石は、1911年に辛亥革命に参加し、中国大陸で中華民国の樹立の一端を担った。これにより後に孫文に認められ、中国国民党内で頭角を現す。1926年には国民党の権力を掌握し、以降は国民党の最高権力者として中華民国を率いたが、第二次世界大戦後の1949年に国共内戦に敗れて国民政府が台湾へ撤退すると、それに伴って国民党の官吏や軍の兵士を中心に多数の大陸出身者（外省人）が台湾に移り住んだ。
国民党の台湾統治は終戦以前からの台湾居住者（本省人）に対して抑圧的・差別的なものであり、本省人を意識的に政治的・経済的な支配勢力から締め出した。そのような背景の中、本省人と官憲の衝突により起きた、国民党による住民の虐殺事件（二・二八事件）を切っ掛けとして戒厳令が敷かれ、白色テロと呼ばれる激しい政治・言論弾圧を長期に渡り行った。これにより、人口比では1割程度に過ぎない外省人が、多数の本省人を支配・抑圧するといういびつな社会構造が固定され、台湾社会に省籍矛盾と呼ばれる深刻な分断を生んだ。
国民党はプロパガンダのために、蔣介石像など国民党の指導者を神格化するモニュメントを台湾全土に多数建立した。蔣介石像は役所や学校などのあらゆる公的な場所に建てられた。当時の台湾人は蔣介石像を見ると、敬礼をしなければならなかった。のちに蔣介石像の建立には、高さ、重量などについて細かな規制が設けられた。
1975年に蔣介石が死去してからも息子の蔣経国が政権を引き継ぎ、戒厳令は1987年に解除されるまで38年続いた。なお、蔣経国は父親の姿勢に反し、自身の銅像の作成を禁止していた。当時の蔣介石像の数は明らかではないが、ある調査によると、蔣介石像の黄金期は蔣介石の死去から蔣経国の死去までの期間であり、台湾には約4500体の蔣介石像があり、平均して10平方キロあたり1.2体の像があったという。

### 台湾の民主化と去蔣化

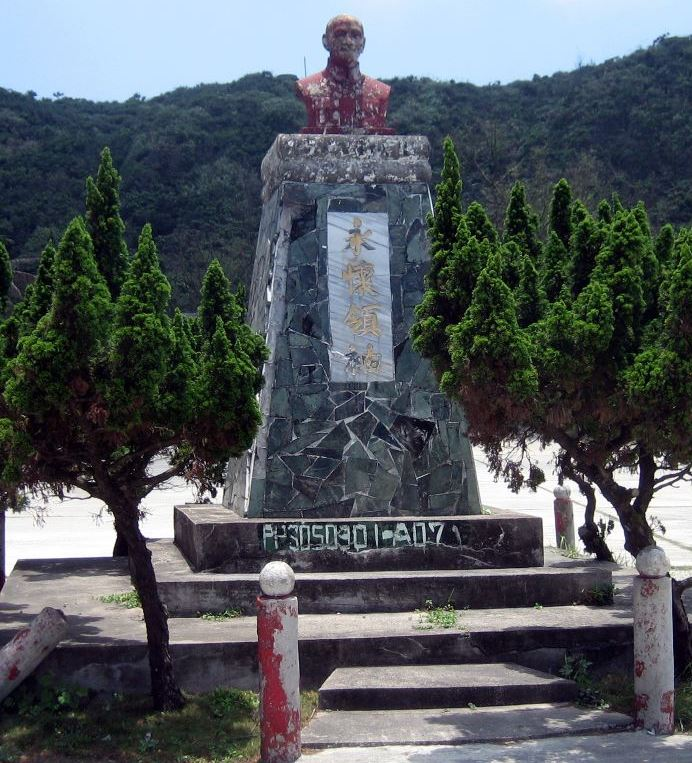
民主派が多数収容された緑島監獄にある蔣介石像。赤いペンキがかけられている。

戒厳令下では人々は独裁政権に対する不満を口外することはできなかったが、1987年に戒厳令が解除されると、政治の民主化、自由主義や個人主義、言論の自由の浸透により、蔣介石に対する世論は神格化されたものから正常なものに徐々に戻っていった。
人々は二・二八事件や白色テロの話題に触れることを人々は次第に恐れなくなってゆき、多くの台湾人は二・二八事件と白色テロの責任を蔣介石に求めるようになった。1995年には国民党の李登輝総統が政府として初めて公式に謝罪し、遺族への補償基金の設立を行った。また、2008年には国民党の馬英九総統が白色テロの犠牲者追悼式に参加し、犠牲者と遺族へ謝罪を行った。
このような歴史の再評価の流れの中、のちに去蔣化（脱蔣介石化運動）と呼ばれる社会運動がおこる。去蔣化とは政治・社会に組み込まれた蔣介石の痕跡を排除しようという試みであり、蔣介石に対する個人崇拝や権威主義的な扱いは民主主義とは相いれず、また、事件の被害者と加害者を明らかにして、移行期正義を遂行しなければならないというものである。
蔣介石、蔣経国が死去し、戒厳令が解かれると、蔣介石像は一般市民からたびたび議論の的となり、破壊され、撤去されるということが繰り返されるようになった。一部の市民は、主に二・二八事件の日に合わせて蒋介石像を破壊するようになり、現在でも蔣介石像の破壊活動は頻発している。
国民党は一貫して蔣介石を支持してきたが、2000年に台湾最初かつ最大の野党の民主進歩党が初めて政権を握り、陳水扁総統は精力的に去蔣化を推し進めた。
2020年10月時点の政府機関の統計によると、台湾全土の公共空間に蔣介石・蔣経国の像が971体あるという。
2022年現在、去蒋化における最大の争点の一つが台湾最大の蔣介石の顕彰施設、中正紀念堂の改名と蔣介石像の撤去であり、国民党と民進党が激しい議論を戦わせている。

### 公園の設立
蔣介石像を棄損する風潮に対し、蔣介石と歴史的に縁が深い町である桃園県大渓鎮の鎮長の曾榮鑑は、大学で蔣介石の銅像をどうするかという議論を聞いて、蔣介石像をテーマとした公園建設のアイデアを思いついた。蔣介石は生前に大渓を気に入り、大渓に別荘・軍事司令部を残していた。さらに蔣介石・蔣経国親子の遺体も当地に仮安置されている。このため、大渓には蔣介石に対する強い支持があった。
1997年、曾栄鑑の主導の下、蔣介石の陵墓に隣接して、慈湖雕塑紀念公園が完成した。公園設立にあたり、曾榮鑑は大溪は遺棄された像を喜んで受け取り、発送費用も大溪が負担すると発表した。高雄県が2000年に最初に像を寄贈すると、続いて全土から続々と不要になった蔣介石像が送られ、さらに民主進歩党の蔡英文総統の時期には各地で公共の場所からの撤去が進められたが廃棄されずに寄贈されてくるものも多く、2022年時点で約300体の蔣介石像が展示された。

### 公園の改修とリニューアルオープン
公園は開設より長期間、あまり大規模な整備が行われず、銅像や歩道に傷みが出ていたが、2021年に桃園市は交通部観光署に「重点景区遊憩廊帯計画」の助成を申請し、合計約5,500万元(うち中央政府の補助約1,500万元、桃園市政府の自己資金約3,000万元)が承認され、2023年の2月から10月にかけて公園一帯の大規模整備が行われた。
同年11月4日、慈湖夜間観光イベントの開幕式が催され、桃園市長の張善政らが出席した。開幕式に前後して、ビジターセンターと蒋経国の記念館も併せてリニューアルオープンされた。市政府は北部横貫公路沿線が市北部で最も目を引く地域になることを目指し、北横国家風景区への指定に向けて努力を続けるとした。11月末までの慈湖夜間観光イベント月間では、噴水のライトアップショー、屋台の出店、ダンスパフォーマンス、当時の流行曲の演奏、記念写真スタジオの設置などが行われた。

## 展示
4ヘクタールの土地を拓いて造られた園内には、約300体の蔣介石像のほか、孫文の像が27体、蔣経国の像が2体ある。曾榮鑑によると、「蔣介石と毛沢東が対面できるように」毛沢東の像も一体は欲しいという。
主な像の隣には、元あった場所や当時の写真、設置期間、製作者、寄贈日、ストーリーなどが紹介されている。

## 評価
台湾を拠点とする英字紙タイペイ・タイムズは、「Taiwan has answer to unwanted, divisive statues（台湾には対立を生む不要な銅像に対する答えがある）」とした記事の中で、米国で頻発している奴隷制推進派人物などの像の引き倒し運動と比較して、慈湖紀念雕塑公園の方法は穏健で平和的なものであると評した。

## 「傷痕・再生」
慈湖紀念雕塑公園にある最大の像である「傷痕・再生」の像は、もとは高雄市にあったブロンズの坐像を部分的に復元したものである。元となった銅像は1981年に高雄市に造られたもので、当時の高雄市長が台北より大きな像を造ることを目的として、高さは6.4メートルと設定され、高雄市中正文化センターに設置された。
2007年には、「去蔣化」の風潮にそって撤去されることになった。2007年3月12日、高雄市で坐像を撤去する際、市職員が像を解体する間、撤去に反対するデモ隊と、現場の警備にあたった警察との間で衝突が起きた。   
この像は当初は慈湖に届けられることが計画された。受領に先立ち、2007年3月15日、大渓鎮長の曾栄鑑は中華人民共和国浙江省西湖市の市長に像の引き取りを依頼するため、西湖市を訪問した。浙江省国務院台湾事務弁公室副主任は、この申し出を好意的に受け止めていると述べた。しかし、像が79個の破片に分割された状態で大渓に到着すると、西湖市に移設する計画は断念された。
代わりに、慈湖で地元の芸術家によって、いくつかの欠けた部品を部分的に組み立て直され、2008年3月15日に除幕された。「傷痕・再生」と名付けられた脱構築主義の彫刻は、公園内で最も人気のある像の一つとなっている。

## 噂

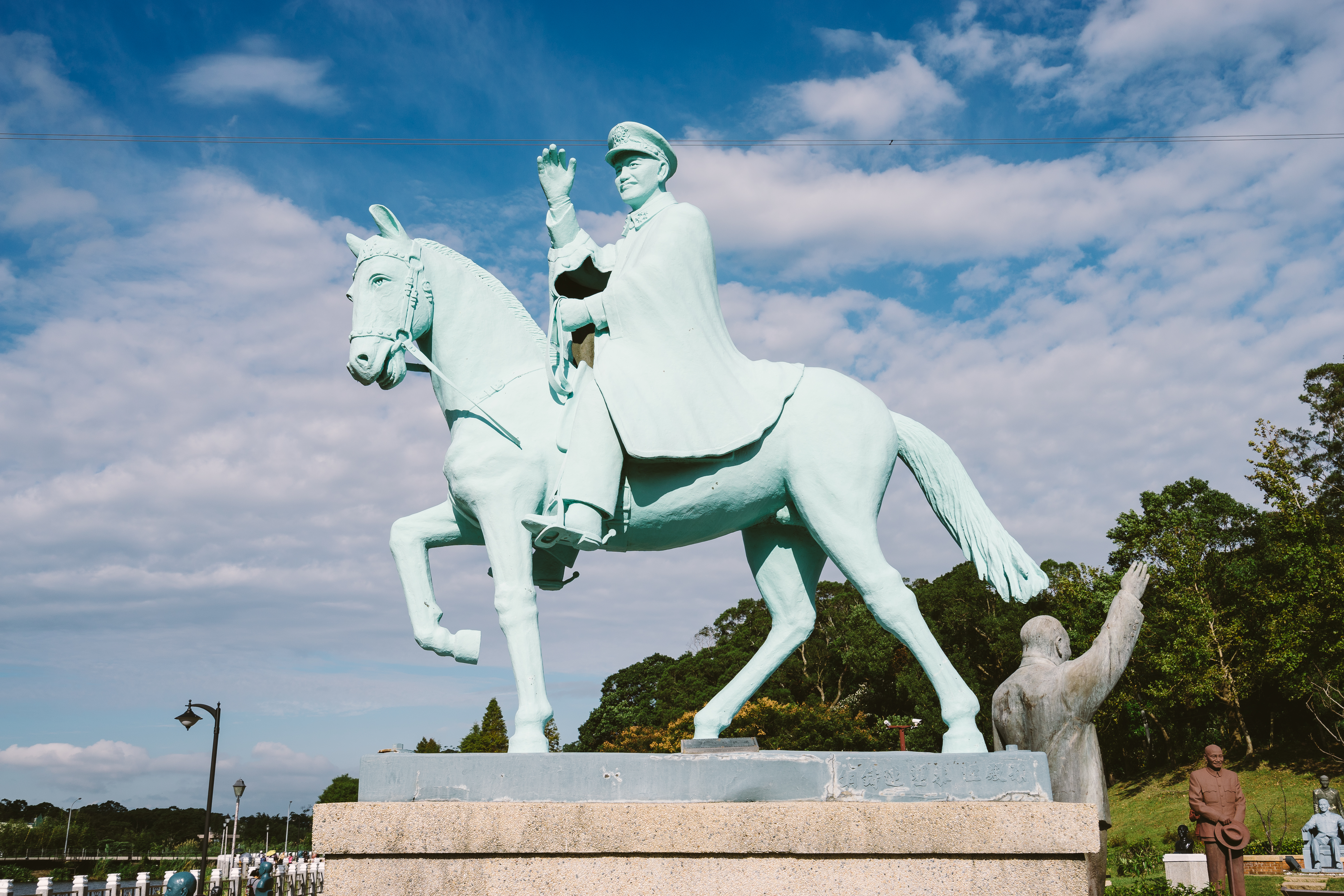

- 園内の乗馬像は夜中に歩き、毎日、像の足の上がり方が違うのではないかと言われている[18]。

- 慈湖派出所が去蔣化運動を原因として一時閉鎖されたときに、建物の二階で夜半に黒い禿頭の男がキョンシーのように飛び跳ねているのが目撃されたという。これについて、「蒋介石は去蔣化に不満があるのではないか」という憶測を呼んだという[18]。

## ギャラリー

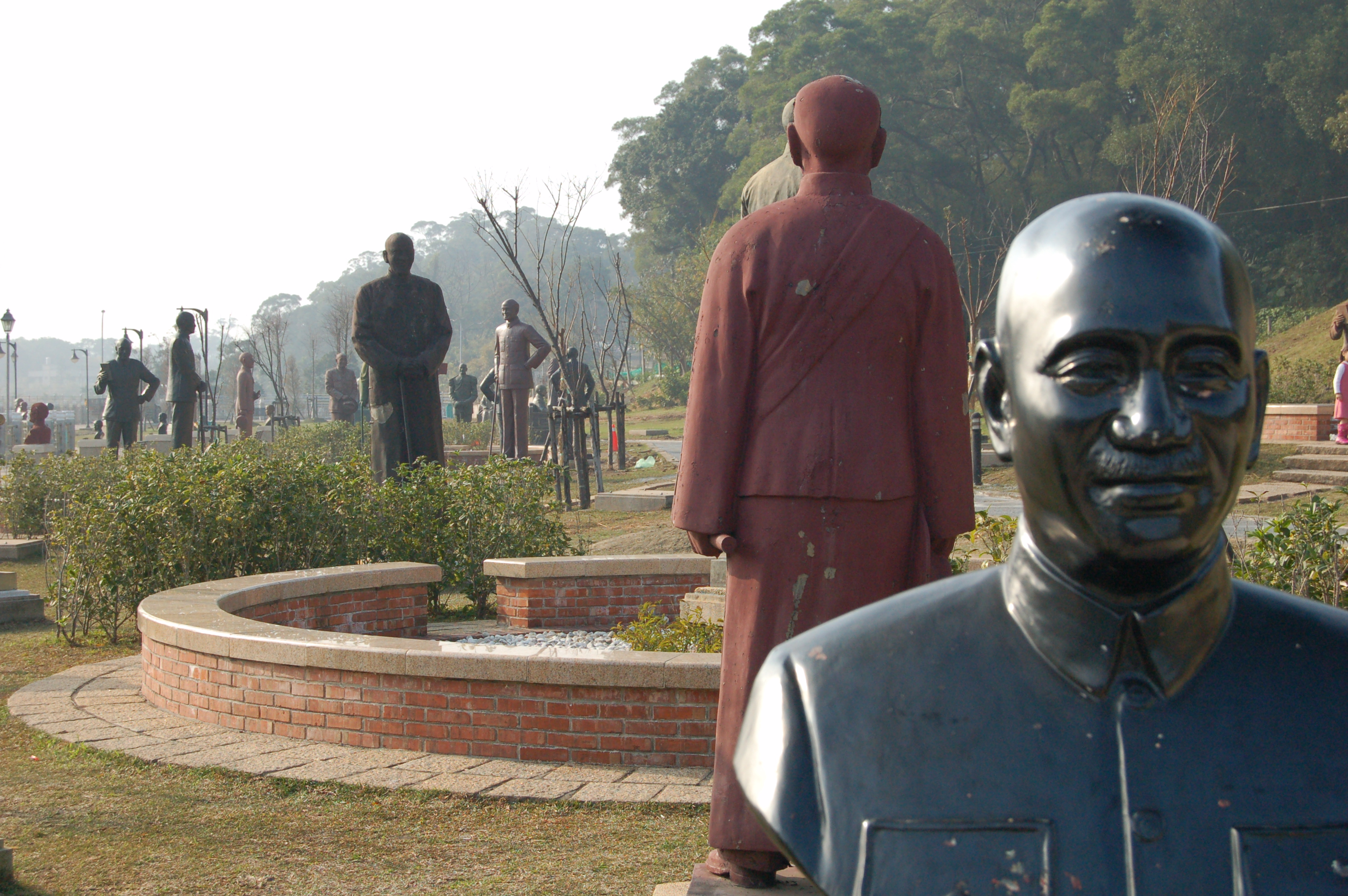
蔣介石胸像の肩越しに眺める立像
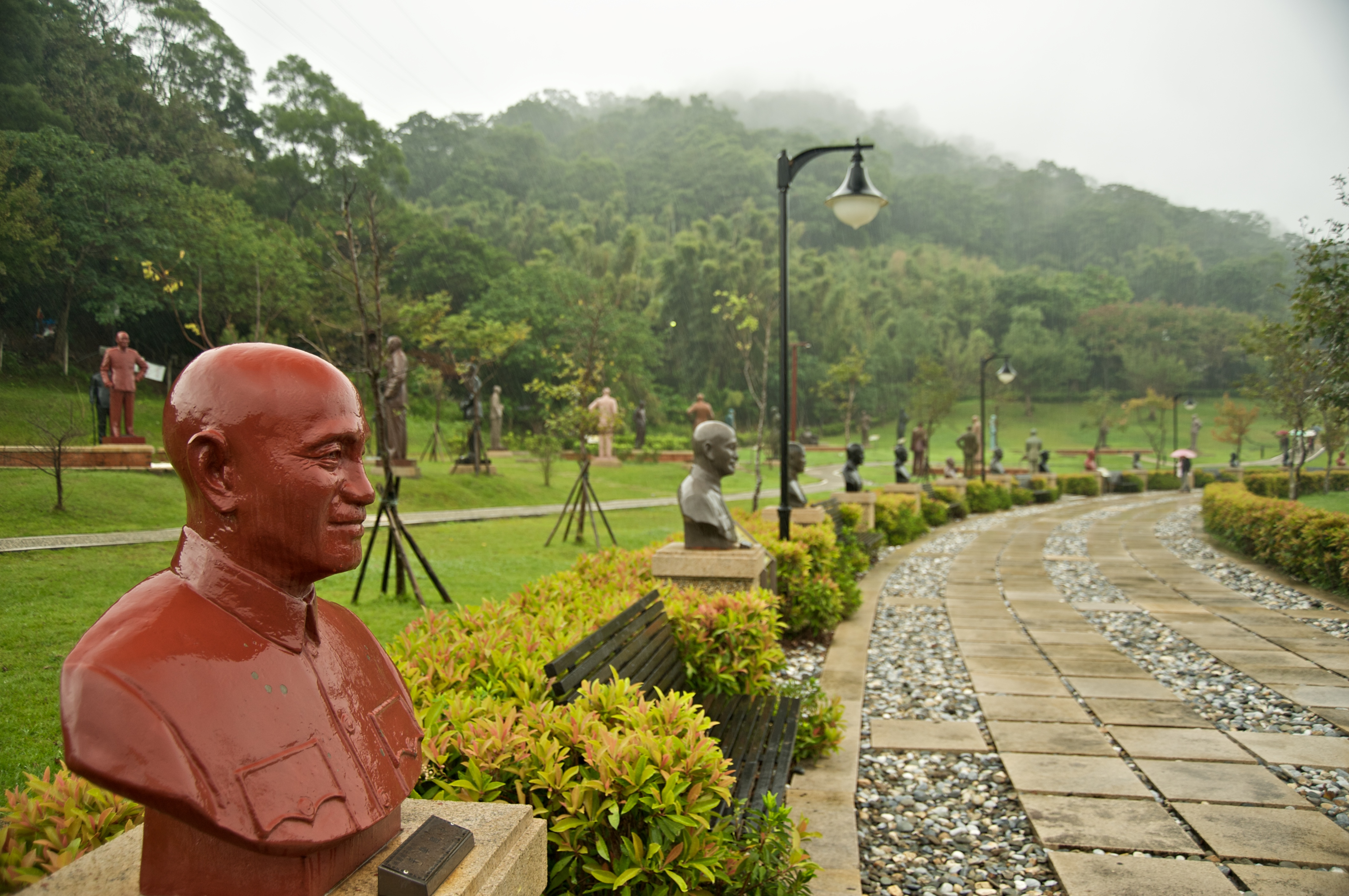
公園のメインストリート沿いに胸像が並ぶ
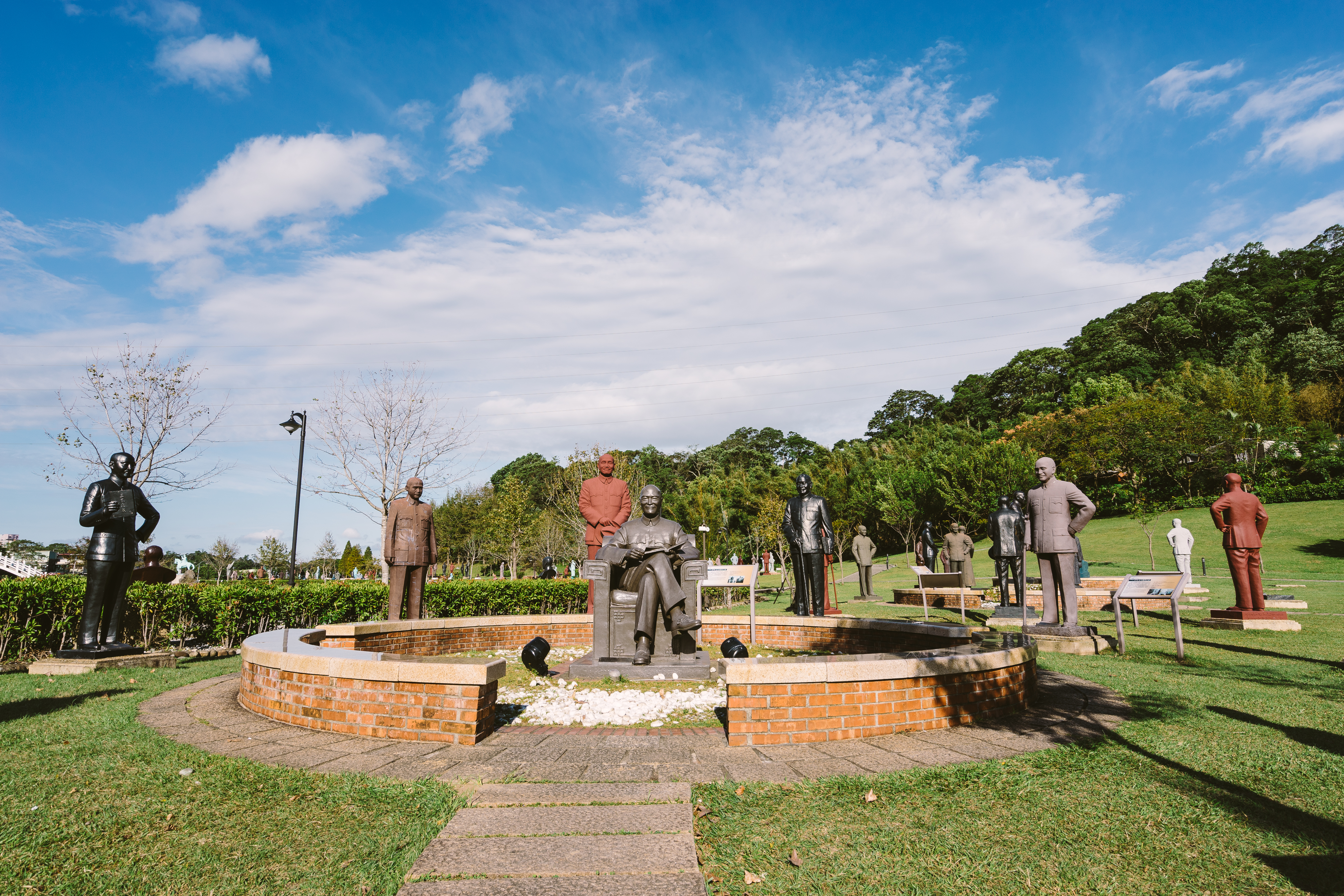
晴天の日の立像
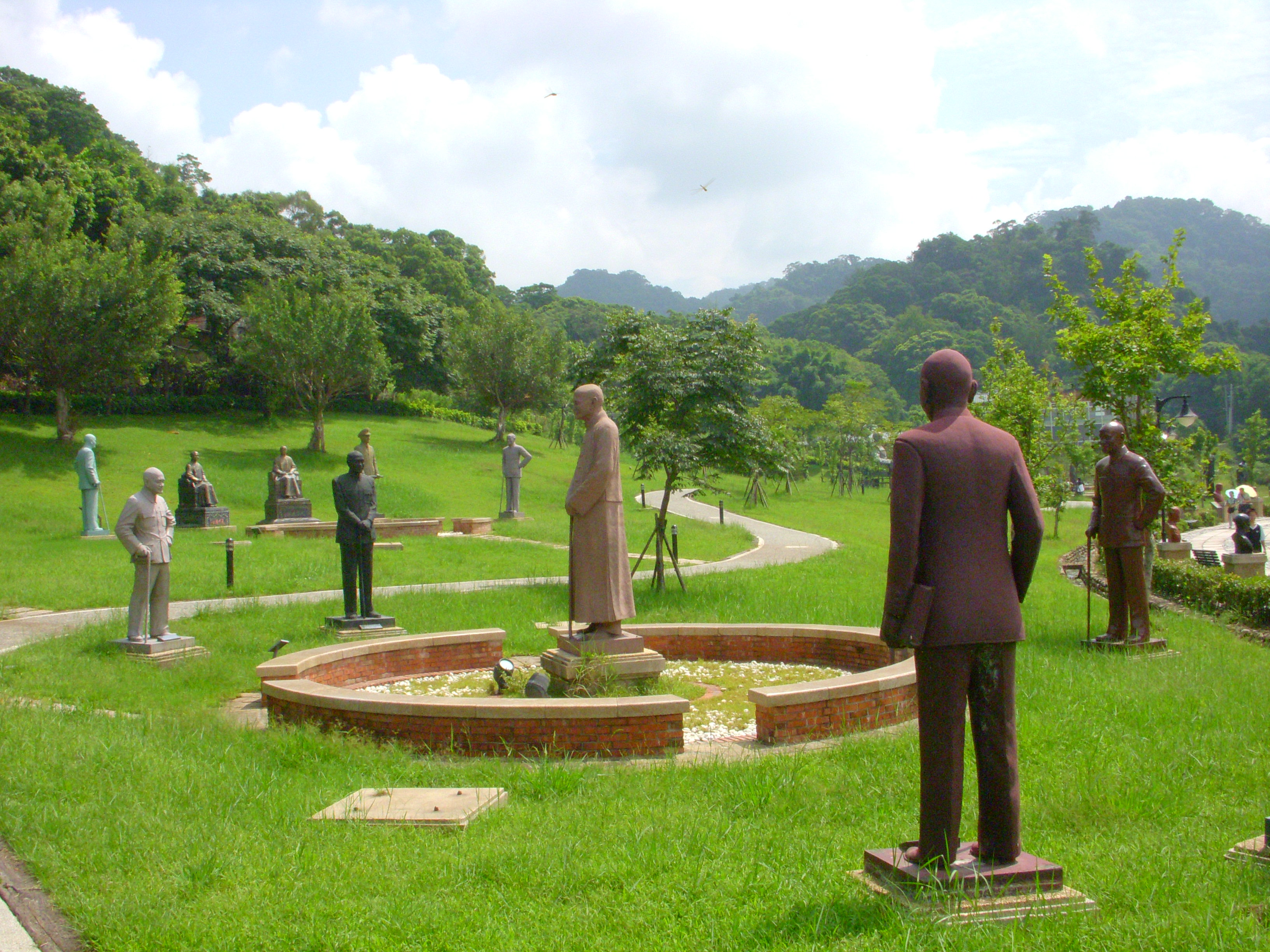
円形の立像を囲むようにして像が並ぶ
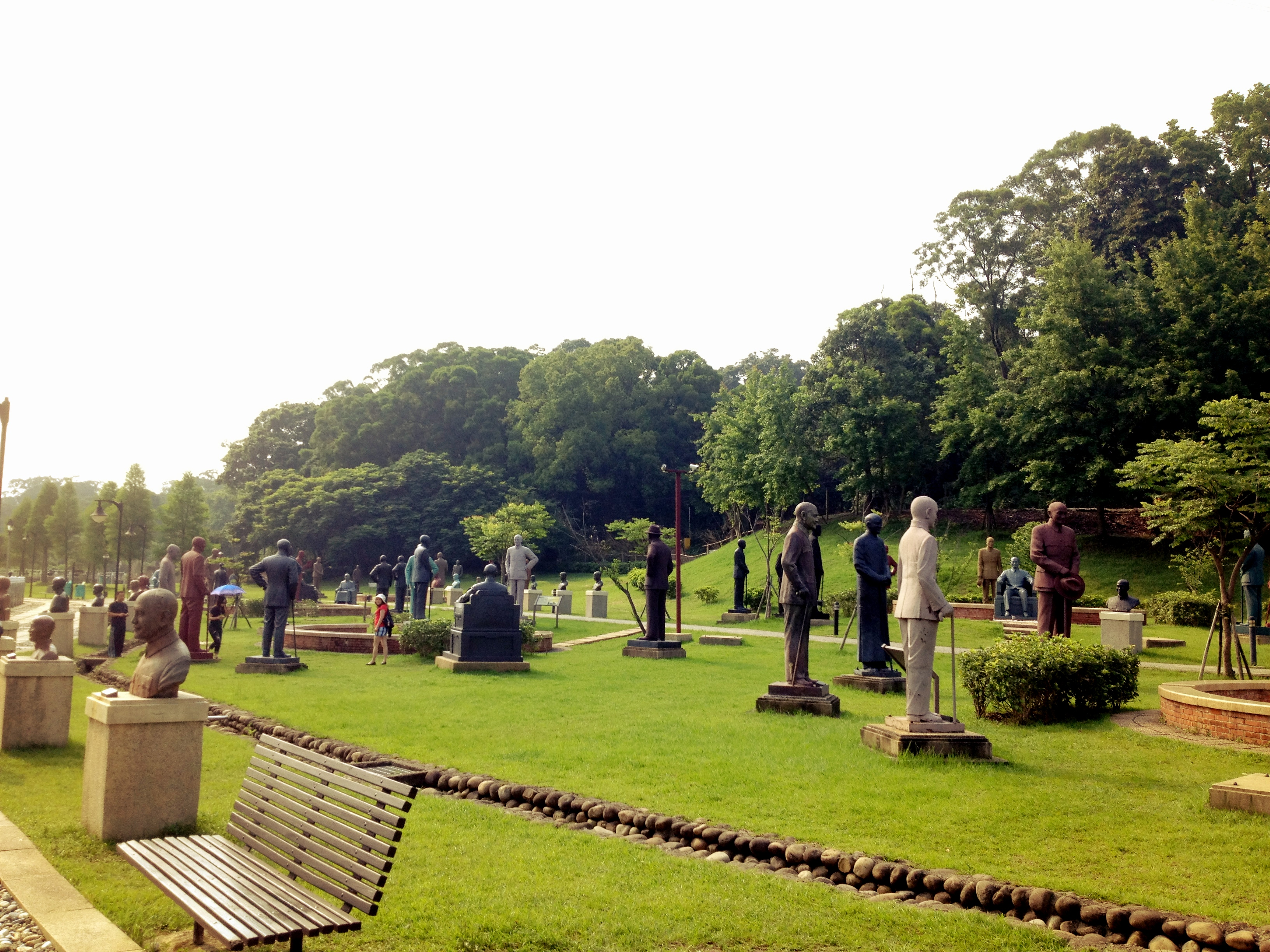
立像群の遠景
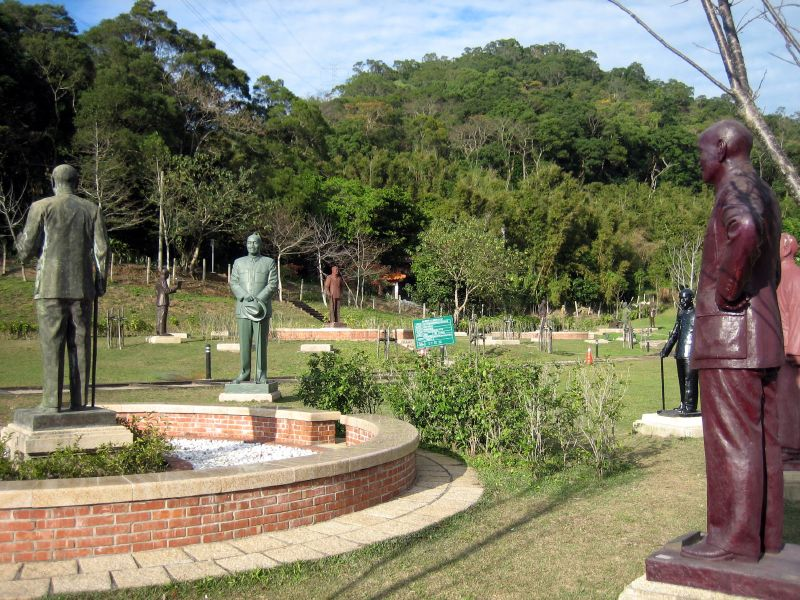
色とりどりの蔣介石像
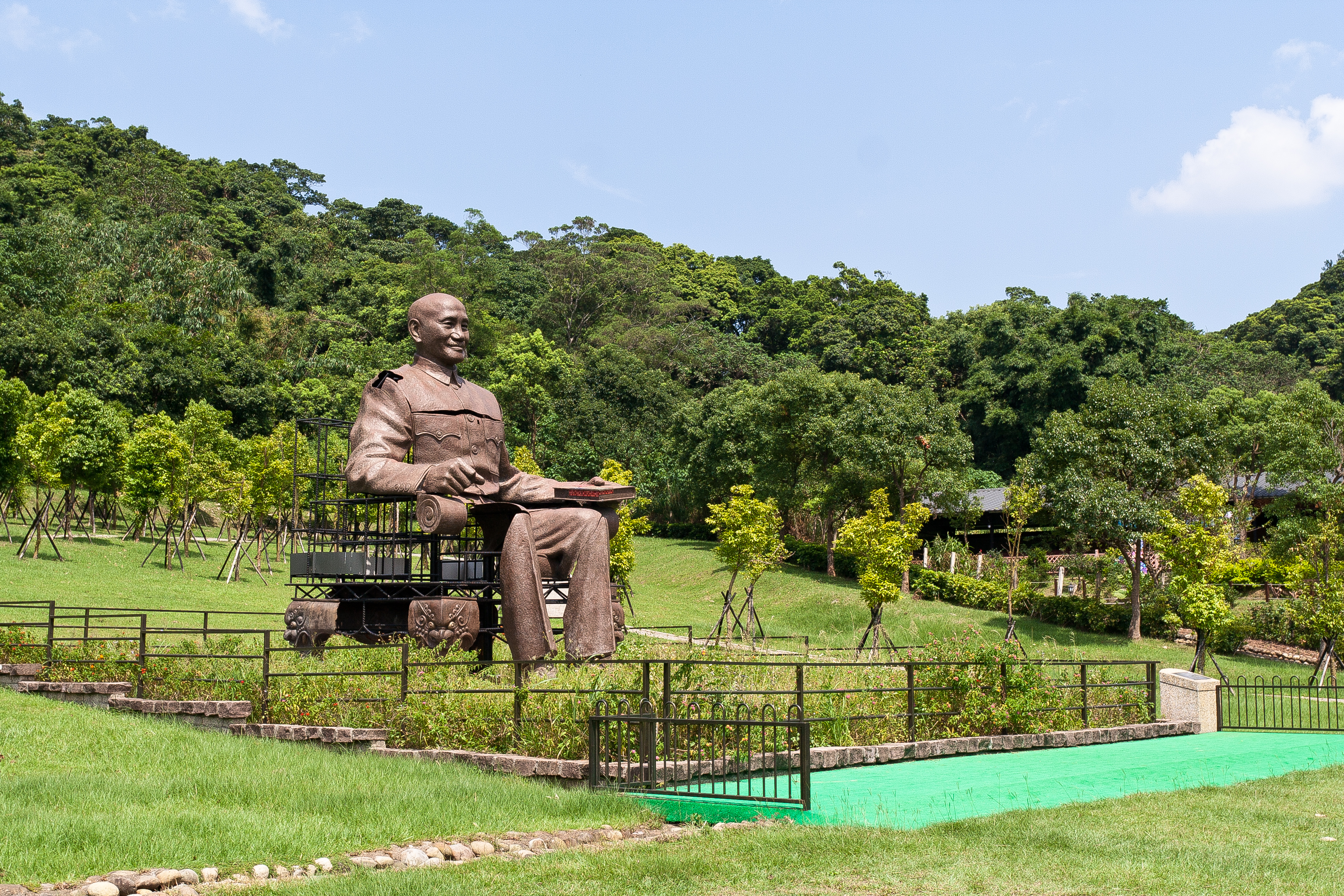
「傷痕・再生」の座像の遠景
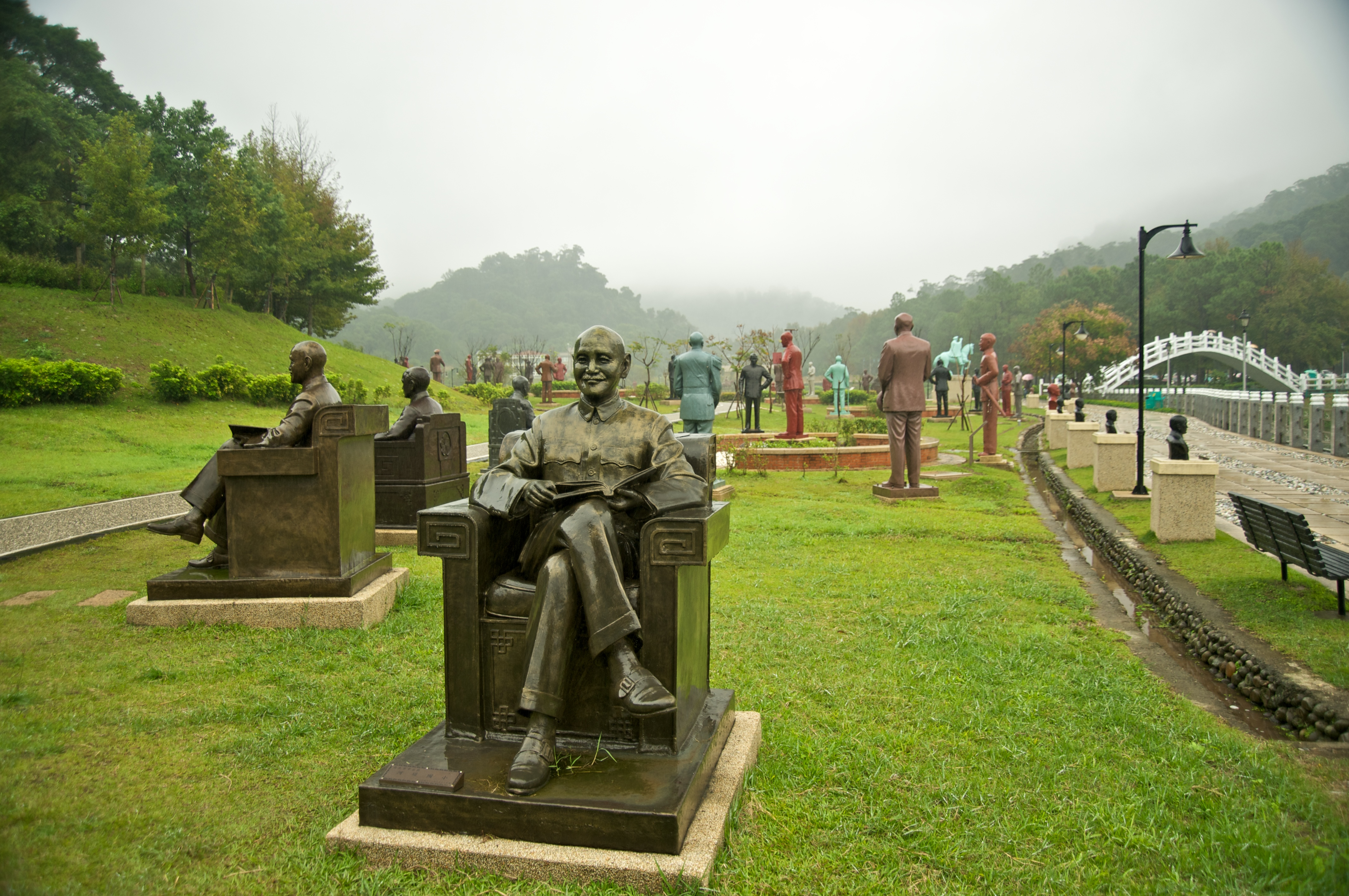
座像も集められている

## 周辺
慈湖紀念雕塑公園に隣接して蔣介石の遺体を仮安置する「慈湖陵寢」と、少し離れた場所に蔣経国の遺体を仮安置する「大渓陵寝」があり、一帯は両蔣文化園区として整備されている。

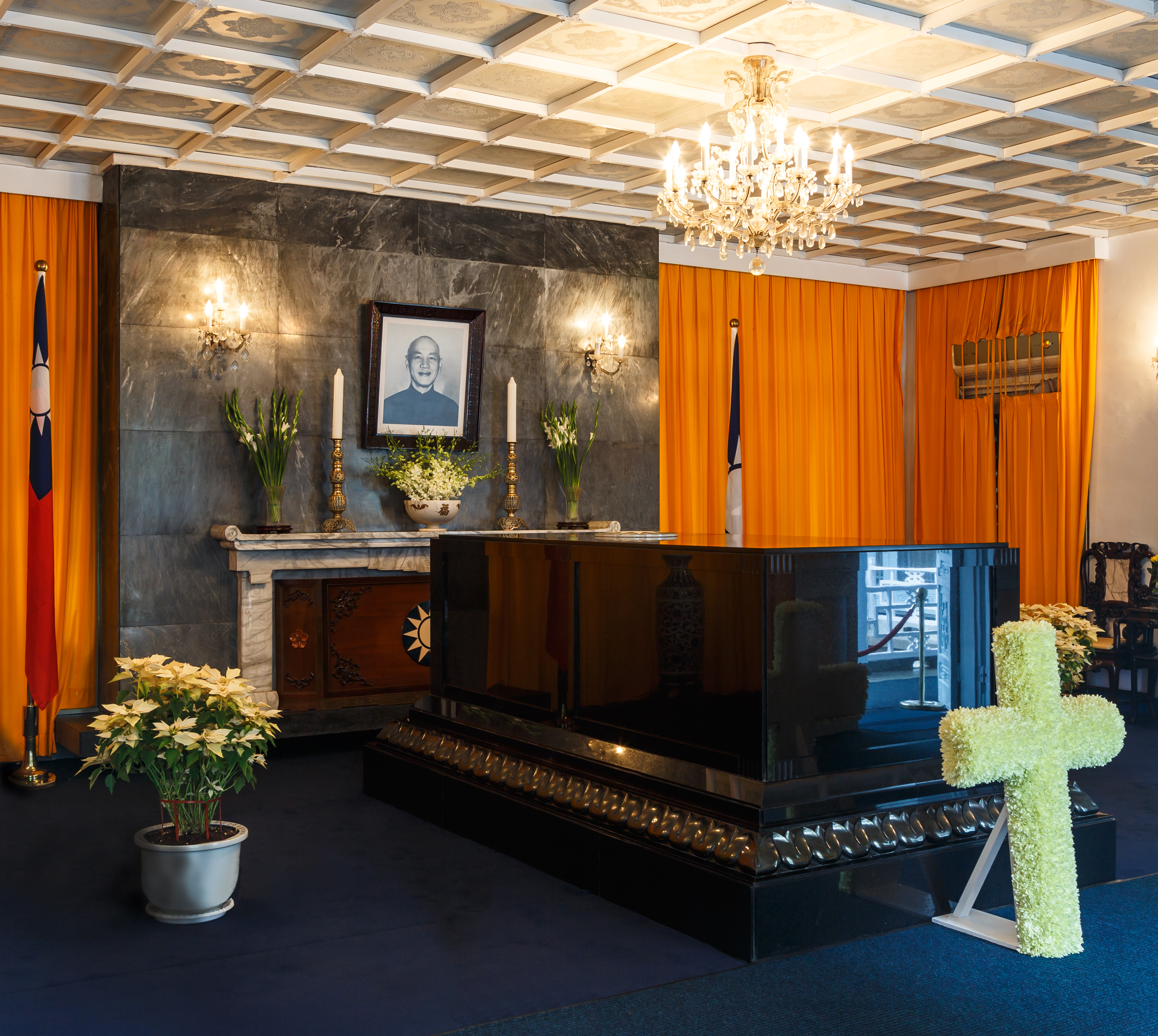
慈湖陵寢、蔣介石の棺

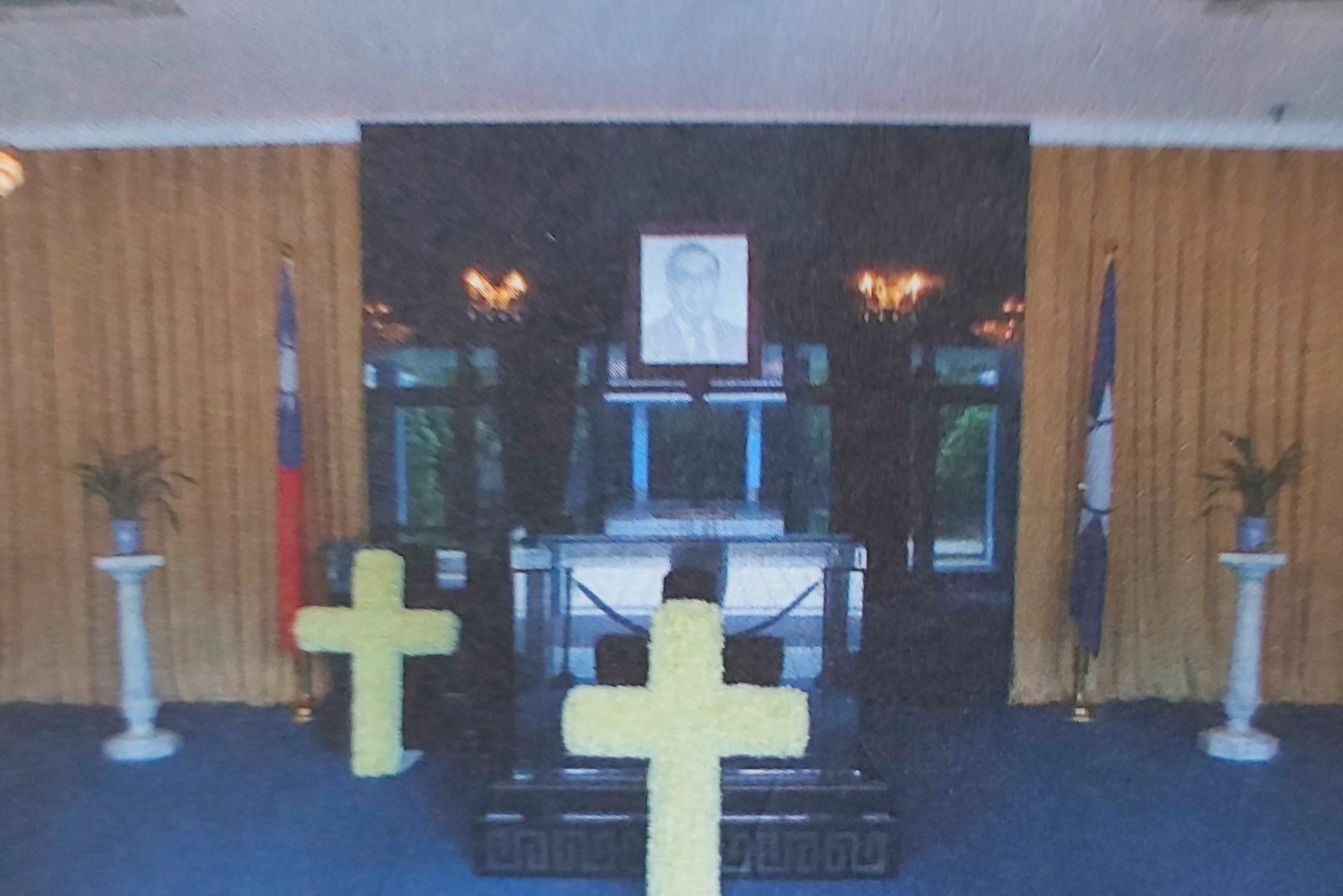
大渓陵寝、蔣経国の棺

- 慈湖遊客中心
- 大渓陵寝
- 経国紀念館
- 慈湖陵寝
- 大溪公會堂（中国語版）
- 大渓花海農場
- 大溪老街（中国語版）
- 後慈湖
- 慈湖観景台
- 百吉林蔭步道
- 角板山行館（中国語版）